# Мрозув
Мрозув (пол. Mrozów, нім. Nippern) — село в Польщі, у гміні Менкіня Сьредського повіту Нижньосілезького воєводства.
Населення — 1265 осіб (2011).
У 1975-1998 роках село належало до Вроцлавського воєводства.

## Демографія
Демографічна структура станом на 31 березня 2011 року:
|          | Загалом | Допрацездатний вік | Працездатний вік | Постпрацездатний вік |
| -------- | ------- | ------------------ | ---------------- | -------------------- |
| Чоловіки | 610     | 133                | 419              | 58                   |
| Жінки    | 655     | 106                | 387              | 162                  |
| Разом    | 1265    | 239                | 806              | 220                  |